# ریچارد سوانسون
ریچارد سوانسون (انگلیسی: Richard Swanson) کارآفرین و دانشمند آمریکایی است، که در سال ۱۹۸۵ شرکت سان‌پاور را تأسیس کرد.